# ポル・アマール・シン・レイ
『ポル・アマール・シン・レイ』（スペイン語: Por amar sin ley）は、メキシコのテレビドラマ。ラス・エストレージャスで2018年2月12日に初公開された。

## 登場人物
アレハンドラ・ポンセ
演 - アナ・ブレンダ・コントレラス
リカルド・ブスタマンテ
演 - ダビッド・ゼペダ
カルロス・イバラ
演 - フリアン・ギル